# Al-Lauz
Al-Lauz, Chirbat al-Lauz (arab. خربة اللوز) – nieistniejąca już arabska wieś, która była położona w Dystrykcie Jerozolimy w Mandacie Palestyny. Wieś została wyludniona i zniszczona podczas I wojny izraelsko-arabskiej, po ataku Sił Obronnych Izraela w dniu 13 lipca 1948.

## Położenie
Al-Lauz leżała na szczycie wzgórza w północnej części Judei, w odległości około 6 kilometrów na zachód od Jerozolimy. Według danych z 1945 do wsi należały ziemie o powierzchni 4 502 ha. We wsi mieszkało wówczas 450 osób.
| własność gruntów | powierzchnia gruntów (hektary) |
| ---------------- | ------------------------------ |
| Arabowie         | 4 495                          |
| Żydzi            | 0                              |
| publiczne        | 7                              |
| Razem            | 4 502                          |

| Rodzaj użytkowanych gruntów | Arabowie (hektary) | Żydzi (hektary) |
| --------------------------- | ------------------ | --------------- |
| uprawy oliwek               | 186                | 0               |
| uprawy nawadniane           | 728                | 0               |
| uprawy zbóż                 | 693                | 0               |
| nieużytki                   | 3 068              | 0               |
| zabudowane                  | 13                 | 0               |

## Historia
W okresie panowania Brytyjczyków Al-Lauz była małą wsią. We wsi był jeden meczet.
Podczas wojny domowej w Mandacie Palestyny arabskie milicje działające ze wsi Al-Lauz atakowały żydowskie konwoje do Jerozolimy, paraliżując komunikację w tym rejonie. Gdy podczas I wojny izraelsko-arabskiej w 1948 w pobliżu wioski wybudowano Drogę Birmańską, jej sąsiedztwo stwarzało poważne zagrożenie dla bezpieczeństwa żydowskich transportów. Z tego powodu podczas operacji Danny w nocy z 12 na 13 lipca 1948 wieś zajęli izraelscy żołnierze. Mieszkańcy zostali zmuszeni do opuszczenia swoich domów. W listopadzie wyburzono wszystkie domy.

## Miejsce obecnie
Teren wioski Al-Lauz pozostaje opuszczony.
Palestyński historyk Walid Chalidi, tak opisał pozostałości wioski Al-Lauz: „W całym obszarze leżą kamienne gruzy i tarasy porośnięte trawami i cierniami, a także migdałami, figami i innymi drzewami. Wokół został zasadzony gęsty las cyprysów i sosen. Na południe od wsi, w lesie znajduje się kilka drzew figowych i migdałowych. Las jest poświęcony izraelskiemu generałowi Mosze Dajanowi”.